# 압해중학교
압해중학교(押海中學校)는 대한민국 전라남도 신안군 압해읍 학교리에 있는 공립 중학교이다.

## 학교 연혁
- 1969년 10월 14일 : 압해중학교 설립 인가(6학급)
- 1970년 3월 12일 : 개교, 제1대 손방현 교장 부임
- 2009년 3월 1일 : 도지정 비즈쿨 연구학교(3년)
- 2024년 9월 1일 : 제24대 강충사 교장 부임
- 2025년 1월 9일 : 제53회 16명 졸업(총 8,241명)

## 참고 자료
- 압해중학교 - 한국교육학술정보원 학교알리미